# Slobodská Ukrajina

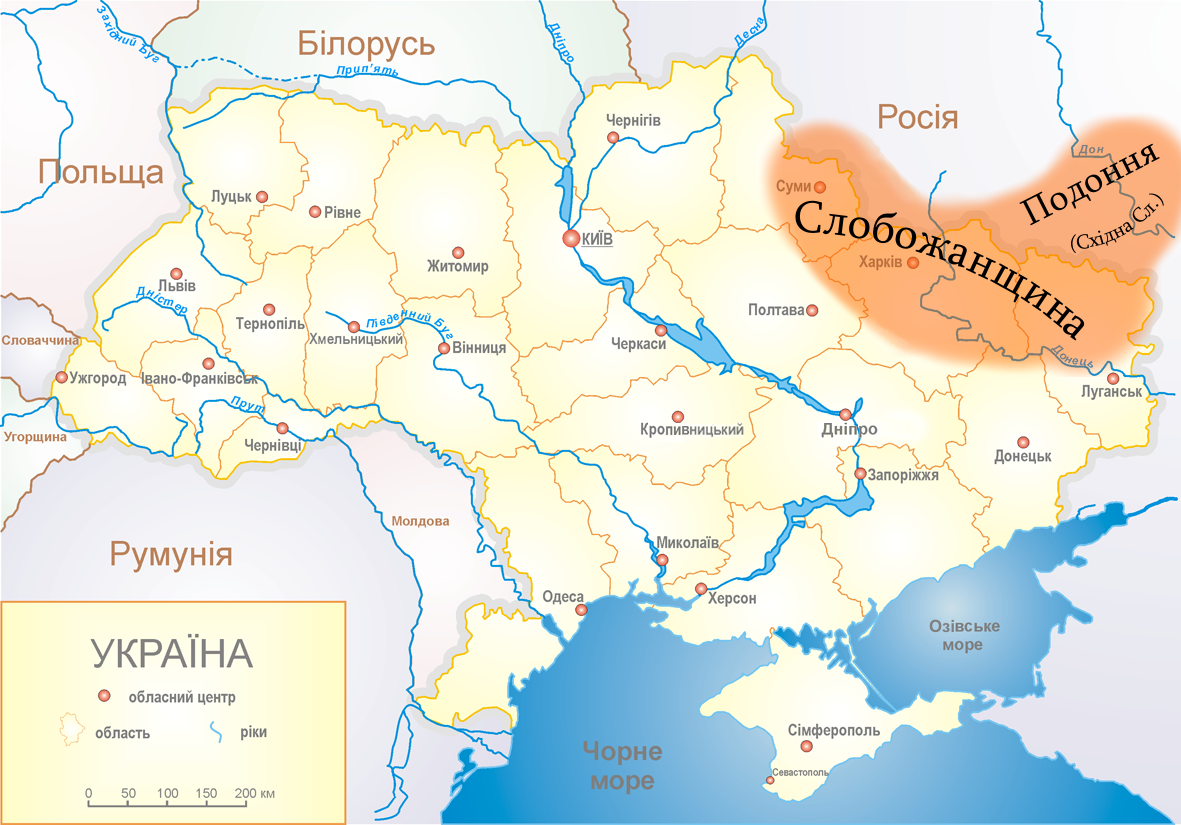
Slobodská Ukrajina (oranžově) na mapě dnešní Ukrajiny

Slobodská Ukrajina (ukrajinsky Слобiдська Україна, Слобожанщина Slobidska Ukrajina, Slobožanščyna; rusky Слободская Украина, Слобожанщина Slobodskaja Ukraina, Slobožanščina) byla pohraniční oblast Ruského carství, která se v 17.–18. století nacházela na území dnešní Charkovské, Voroněžské, Sumské, Belgorodské a části Doněcké, Luhanské, Kurské oblasti. Slovo sloboda (česky „svoboda“) bylo označení pro pohraniční vesnice, které byly osvobozeny od carských daní výměnou za stráž hranic před nájezdy Tatarů z jižních stepí. (Srovnej např. české Lhoty, jejichž osadníci bývali na určitou dobu, obvykle dvacetiletí, osvobozeni od daní.) 
Od druhé poloviny 16. století byla Slobodská Ukrajina postupně osidlována donskými a záporožskými kozáky (později byli tito kozáci nazýváni slobodskými kozáky), kteří v období protipolského povstání Bohdana Chmelnického prchali před útlakem polské šlechty z území současné Ukrajiny, v té době součásti polsko-litevské Republiky obou národů.
V roce 1765 byla na jejím území v rámci Ruského impéria vytvořena Slobodo-ukrajinská gubernie. Po některých nových administrativně-teritoriálních změnách byla v roce 1835 zlikvidována sloboda-ukrajinská provincie. Většina jeho území (jižní část) pak přejmenovaná na Charkovskou gubernii,  menší severní část se stala součástí Voroněžské a Kurské provincie.
Administrativně-územní členění nové Ukrajinské první republiky (1917 - 1921) pokrývalo téměř celé území Slobodské Ukrajiny, vznikly tyto celky: Podonnia, Charkov, Slobidshchyna, Doněcká oblast.
Rozdělení Slobidské Ukrajiny během Ruské říše na Charkovskou oblast na Ukrajině a oblast Severní Slobozhanshchyna se pod sovětskou vládou ještě více zakořenilo, Severní Slobozhanshchyna se nestala součástí SSSR, ale RSFSR. Během hladomoru v roce 1932 bylo mnoho Ukrajinců vysídleno a nahrazeno obyvateli ze severních částí Ruska. Vzhledem k tomu, že bylo toto území darováno Rusku (další byl mimo jiné Krasnodarský kraj), jako část kompenzace za odebrané území byl SSSR darován Krym. Po osamostatnění se Ukrajiny od SSSR v roce 1992 nebylo o navrácení území jednáno (ani z jedné strany nově vzniklých států), a tím zůstalo Rusku. 